# Futa Djalon
L'Imamat de Futa Djalon, Futa Djallon o Fouta Djallon (també Futa Fulani o Fula Djalon) fou un regne musulmà i un massís muntanyós situat al nord-est de la República de Guinea. El regne fou establert a Guinea pels fulbe vers el 1726 i va agafar el nom del massís, el qual té una superfície més de dues vegades la de Catalunya.

## Geografia
El massís és el lloc de naixement del riu Tinkisso afluent del Níger. El Futa central està dividit en tres parts: el massís de Mali (amb la seva cim més alta al Tennsira de 1515 metres); l'altiplà de Timbi, el de Labe i el de Popadara; i el massís de Dalaba (cim al mont Tinka de 1.425 metres). Hi neixen també els rius Bafing (que corre per Senegal), el riu Alt Gàmbia, i el Rio Grande de Guinea Bissau. El territori és humit a l'estiu (monsó de juny a setembre) i l'estació seca és a l'hivern. La població al temps de la independència de Guinea s'estimava en 750.000 habitants, dos terços peuls (fulbes).

## Segles XVI a XVIII
Els primers pobladors rastrejats són els baga i els landuman, expulsats el segle xiii pels sussu-dialonké, al seu torn expulsats pels mandings de Sunjata. El 1534 Bambi Diade va arribar amb els pouli (fulakunda) des de Macina i Tichiut i el seu besnet Koli Tenguela va fundar el primer regne del Futa. Progressivament els peuls es van traslladar en major nombre des de Macina a Futa Djalon el 1694 dirigits per Seri o Sidi que fou elegit cap vers el 1700; per la seva banda mandings islamitzats que venien de Diafonou, van fundar Kankan i les viles de Baté, Kouafodié i Tintioulé. Seri o Sidi va ser el primer rei del segon regne i després el va substituir Muhammad Saidi, a aquest Kikala i a aquest el seu fill Sambigu o Sambigou. Del 1720 al 1726 els dos fills d'aquest darrer, Nouhou i Malik, es van disputar la successió, i els peuls van cridar al govern a Ibrahim Moussou conegut com a Karamoko Alfa, destacat com a persona d'una alta religiositat, sota el que, auxiliat per un comitè de sis membres, i amb el suport a més dels fulbe, de la part dels dialonké i malinké que ja estaven islamitzats, es va iniciar la guerra santa contra els pagans vers 1726. Per mitjà d'aquesta guerra van agafar el poder a tota la regió, després de la victòria de Talansan sobre els dialonké i foren ocupades Timbo i Foukoumba.

## Estat teocràtic
Es va fundar un estat teocràtic format per nou províncies (diwe, nou per ser el nombre dels companys del profeta però van arribar a 13 el 1781, baixant a 11 el 1787) amb certa autonomia cadascuna (les nou inicials foren Timbo, Timbi, Labé, Koîn, Kolladhè, Fugumba, Kèbaly, Fodé Hadji i Murya), sota el govern d'un almamy (imam), i dels que el primer fou Karamoko Alfa Ibrahim Moussou. Uns anys després els dialonké pagans dirigits per Pouli Garmé, van reconquerir Timbo i Karamoko Alfa va morir (s'havia tornat boig) el 1751 i el va succeir Ibrahim Sori (Ibrahim el Matiner) conegut com a Maoudo (el Gran) que va fer campanyes contres els ouassoulonké i els soulima; segons la tradició va aniquilar a 174 reis (més probablement la majoria simples caps de poblet) entre els quals el senyor fulbe de Labé; va dominar la província manding de Niokolo (Alta Gàmbia) i va obligar el rei Maka de Boundou a convertir-se a l'islam (va agafr el títol d'almamy). El consell d'ancians es va preocupar d'aquestos èxits que podia suposar la seva pròpia eliminació i el president del consell, el Modi Maka, va proclamar almamy a Abdoulay Ba Demba, fill de Karamoko Alfa (iniciant així la branca alfaya d'almamys), en lloc d'Ibrahim Sori; però davant els perills exteriors aquest darrer fou cridat altre cop al poder (representant a la branca Sorya); va retornar i va establir la seva capital (que abans era a Foukoumba) a Timbo (prop de la moderna Mamou) on va restar fins al final de l'estat. Ibrahim Sori Maoudo va morir el 1784.
Una segona cronologia fa viure a Karamoko Alfa fins al 1791, i a la seva mort el va succeir el cap de l'exèrcit Ibrahim Sori Maoudo (1791-1801). El 1801 el consell d'ancians, preocupat pel poder que li donaven les seves victòries i per l'acumulació de riqueses, va proclamar a Alfa Salifu, fill de Karamoko Alfa, que es va mostrar incompetent i vers el 1802 fou cridat altre cop al govern Ibrahim Sori (1802-1814) fins a la seva mort el 1814; llavors va esclatar una guerra de quinze anys per la successió entre les dues branques dels sorya i els alfaya dirigits respectivament per Abdu l-Gaderi i Abdulaye Bademba que finalment van arribar a l'acord que cada branca tindria el comandament dos anys. L'acord fou violat immediatament i Abdu l-Gaderi va assassinar al seu col·lega i va governar sol (1832-1847). A la seva mort la lluita va tornar a esclatar i va durar 9 anys en què cada branca defensava els drets del seu pretendent a almamy, fins al 1856 en què es va arribar a un acord i finalment es va implementar correctament el torn de dos anys per a cada branca (1856 a 1882).
Tornant a l'altra cronologia, a la mort d'Ibrahim Sori Maoudo el 1784 es va acordar que el comandament el tindria cada dos anys un membre de cada branca, els sorya i els alfaya, però difícilment es va poder aplicar. El almamy més famós posterior fou Umar o Oumarou (períodes no seguits entre 1837 i 1872) que va derrotar a un rival de nom Ibrahim a Timbo, i va enfrontar una revolta dels houbbou (que estimen l'enviat de Déu), confraria fundada pel Modi Mamadou Djoué i que predicava un islam intransigent; els rebels dominavem la Fitaba i es van apoderar de Timbo el 1859 però al cap de poc foren derrotats decisivament a les batalles de Kouni i Kousogoya, i Djoué va fugir a les muntanyes entre Bafing i Tinkisso va morir i el seu fill Mamadou Abal (el Salvatge) fou derrotat. Oumarou va morir a una campanya al Rio Grande el 1872. El 1872 va morir també l'almamy Sori Dara a mans de Mamadou Abal en una batalla a Boketo (a la regió de Fitaba). Llavors foren almamys alternatius Ibrahim Sori Donhol Fella (1872-1889) i Amadou Dara (1873-1896). El 1878 un aventurer francès, Aimé Olivier vescomte de Sanderval, va obtenir de l'almamy el reconeixement de la ciutadania i del títol reial i la cessió de les muntanyes Kabel amb dret a encunyar moneda.

## Penetració francesa
El 1880 va pujar al poder Ibrahim Sori II que el 1881 va signar un tractat amb França que donava a aquest estat drets exclusius comercial al Futa Djallon. El seu període s'acabava el 1882 però el va voler allargar i fou abandonat per tots els nobles; llavors va reunir als esclaus i va derrotar a la noblesa i es va imposar com almamy en solitari, governant fins a la seva mort el 1887 quan va esclatar la lluita per la successió entre dos membres de la branca sorya, Alfa Mamadu Paté i Bokar o Bobakar Biro. Aquest darrer fou derrotat a Bentiguel-Tokosére pel senyor de Labé i va perdre el poder, però el 1888 va acollir a la missió francesa dirigida per Plat i Fras i va rebre ajut francès mercès al qual es va imposar finalment recuperant el poder; amb els enviats francesos va signar llavors l'acord de protectorat, en el qual va estampar com a signatura Bissimilai (Bismi Allah) en lloc del seu nom.

## Colònia
Durant uns anys va ser lleial al francesos però vers el 1894 va començar a impedir el pas de les caravanes comercials pels seus país; també va intentar eliminar el Consell d'Ancians i com a reacció els nobles el van deposar (1885) i van proclamar al seu germà Abdulaye; però Biro va reunir als seus partidaris i esclaus i va derrotar els nobles; Abdulaye fou fet presoner i executat. Els partidaris d'Abdulaye van demanar ajut a França, que ja molesta per l'afer de les caravanes i en plena expansió colonial, va enviar al capità Müller que va avançar cap a Timbo i va derrotar els 1500 guerrers de Biro a la batalla de Poredaka (novembre de 1896) en la que Biro va morir. De fet van annexionar el país però nominalment les províncies foren declarades independents (en aquest moment eren 11 províncies i 8 foren declarades independents i convertides de fets en cercles colonials) i les províncies de Timbo, Buria i Kalen foren deixades sota l'autoritat d'un almamy sense poder; tant l'almamy com els caps provincials fulbes van restar com autoritats tradicionals durant el període colonial però foren suprimits pel consell de govern en virtut de la llei quadre a l'estiu de 1957.

## Exploracions
Quant a les exploracions europees són a senyalar les de Mollien (1819), René Caillié (1827), Cooper Thompson, Hecquard (1850) i Lambert (1859).